# 남원 미륵암 석불입상
남원 미륵암 석불입상(南原 彌勒庵 石佛立象)은 대한민국 전북특별자치도 남원시 이백면에 있는 석불입상이다. 1984년 4월 1일 전북특별자치도의 문화재자료 제62호로 지정되었다.

## 개요
전라남도 남원시 이백면 효기리는 통일신라 후기에 도선국사가 미륵암을 창건하였다고 전해지는 곳이다. 현재 이곳에는 1946년에 건립된 연화사가 있다.
이 석불입상은 둥글 넓적한 얼굴에 코는 납작하게 표현되어 있다. 귀는 긴 편으로 뒤쪽에 치우쳐 붙어 있으며, 긴 목에는 3개의 주름인 삼도(三道)가 뚜렷하다 옷은 양쪽 어깨에 걸쳐져 있고, 양손 부분에는 구멍이 뚫려 있다. 전체적으로 볼 때 어깨에 비하여 몸이 간략하게 처리된 느낌이 든다.
연꽃 무늬가 새겨져 있는 대좌(臺座)는 불상과 분리되어 있다. 부처의 몸에서 나오는 빛을 형상화한 광배(光背)는 배(舟)모양의 타원형인데 장식이 전혀 없다.
이 석불입상은 조각형태로 보아 조선시대에 만들어진 것으로 추정된다.

## 참고 자료
- 남원 미륵암 석불입상 - 국가유산청 국가유산포털